# Primera divisió espanyola de futbol 1941-1942
Dades de la temporada 1941-1942 de la Lliga Espanyola de Primera divisió. Aquesta temporada les victòries tan sols valien 2 punts.

## Equips participants
Aquesta temporada l'Hèrcules CF adoptà el nom Alicante CF, mentre que el club anomentat Alacant CF adoptà el nom Lucentum CF.
| Club                | Ciutat               | Estadi       |
| ------------------- | -------------------- | ------------ |
| Alicante            | Alacant              | Bardín       |
| Atlético Aviación   | Madrid               | Chamartín    |
| Atlético Bilbao     | Bilbao               | San Mamés    |
| Barcelona           | Barcelona            | Les Corts    |
| Castelló            | Castelló de la Plana | El Sequiol   |
| Celta               | Vigo                 | Balaídos     |
| Deportivo La Coruña | La Corunya           | Riazor       |
| Espanyol            | Barcelona            | Sarrià       |
| Granada             | Granada              | Los Cármenes |
| Oviedo              | Oviedo               | Buenavista   |
| Reial Madrid        | Madrid               | Chamartín    |
| Reial Societat      | Sant Sebastià        | Atocha       |
| Sevilla             | Sevilla              | Nervión      |
| València            | València             | Mestalla     |

## Classificació final
| Pos | Equip               | PJ | PG | PE | PP | GF | GC | DG  | Pts | Classificació o descens |
| --- | ------------------- | -- | -- | -- | -- | -- | -- | --- | --- | ----------------------- |
| 1   | València (C)        | 26 | 18 | 4  | 4  | 85 | 39 | +46 | 40  | Campió                  |
| 2   | Reial Madrid        | 26 | 14 | 5  | 7  | 65 | 43 | +22 | 33  |                         |
| 3   | Atlético Aviación   | 26 | 14 | 5  | 7  | 50 | 44 | +6  | 33  |                         |
| 4   | Deportivo La Coruña | 26 | 12 | 4  | 10 | 36 | 37 | −1  | 28  |                         |
| 5   | Celta               | 26 | 11 | 6  | 9  | 53 | 58 | −5  | 28  |                         |
| 6   | Sevilla             | 26 | 10 | 7  | 9  | 58 | 45 | +13 | 27  |                         |
| 7   | Atlético Bilbao     | 26 | 10 | 7  | 9  | 55 | 41 | +14 | 27  |                         |
| 8   | Castelló            | 26 | 10 | 6  | 10 | 54 | 63 | −9  | 26  |                         |
| 9   | Espanyol            | 26 | 10 | 6  | 10 | 49 | 42 | +7  | 26  |                         |
| 10  | Granada             | 26 | 10 | 5  | 11 | 64 | 52 | +12 | 25  |                         |
| 11  | Oviedo (O)          | 26 | 8  | 7  | 11 | 42 | 63 | −21 | 23  | Promoció                |
| 12  | Barcelona (O)       | 26 | 8  | 3  | 15 | 57 | 66 | −9  | 19  | Promoció                |
| 13  | Alicante (R)        | 26 | 6  | 5  | 15 | 42 | 71 | −29 | 17  | Descens                 |
| 14  | Reial Societat (R)  | 26 | 5  | 2  | 19 | 31 | 77 | −46 | 12  | Descens                 |

## Resultats
| Casa \ Fora         | ALI | AAV | ATB | BAR | CAS | CEL  | DEP | ESP | GRA | RMA | OVI  | RSO | SEV | VAL |
| ------------------- | --- | --- | --- | --- | --- | ---- | --- | --- | --- | --- | ---- | --- | --- | --- |
| Alicante            | —   | 2–2 | 3–1 | 3–1 | 0–1 | 1–3  | 4–2 | 1–1 | 2–2 | 1–2 | 4–1  | 3–1 | 1–0 | 1–3 |
| Atlético Aviación   | 5–1 | —   | 2–2 | 5–4 | 4–4 | 2–0  | 0–0 | 2–0 | 3–0 | 2–0 | 0–2  | 4–1 | 0–0 | 3–0 |
| Atlético Bilbao     | 2–2 | 6–0 | —   | 6–3 | 2–2 | 10–0 | 0–0 | 2–4 | 1–0 | 1–0 | 2–0  | 4–1 | 1–1 | 2–3 |
| Barcelona           | 4–4 | 5–1 | 1–2 | —   | 3–1 | 0–2  | 2–1 | 1–2 | 4–0 | 0–2 | 6–3  | 4–2 | 6–2 | 2–4 |
| Castelló            | 4–0 | 2–4 | 4–0 | 1–1 | —   | 0–3  | 1–0 | 2–0 | 3–2 | 0–3 | 4–0  | 5–0 | 1–1 | 2–2 |
| Celta               | 4–1 | 0–2 | 3–0 | 1–0 | 1–2 | —    | 2–1 | 4–3 | 3–3 | 2–4 | 2–1  | 6–1 | 1–1 | 3–3 |
| Deportivo La Coruña | 3–1 | 2–1 | 2–1 | 1–0 | 2–1 | 4–0  | —   | 2–0 | 1–4 | 1–0 | 1–0  | 3–0 | 2–1 | 0–3 |
| Espanyol            | 2–0 | 5–0 | 1–1 | 5–2 | 2–3 | 3–1  | 1–2 | —   | 1–1 | 0–0 | 1–1  | 8–0 | 3–1 | 0–1 |
| Granada             | 7–2 | 0–1 | 1–3 | 6–0 | 7–3 | 1–1  | 4–1 | 4–0 | —   | 3–1 | 8–0  | 3–1 | 3–2 | 1–2 |
| Reial Madrid        | 2–1 | 4–1 | 3–2 | 4–3 | 9–1 | 2–3  | 3–0 | 1–1 | 5–2 | —   | 1–1  | 6–4 | 0–2 | 5–3 |
| Oviedo              | 2–0 | 2–3 | 2–1 | 1–1 | 4–4 | 2–1  | 1–1 | 1–3 | 3–1 | 2–2 | —    | 3–1 | 4–0 | 1–1 |
| Reial Societat      | 2–1 | 1–2 | 0–1 | 2–0 | 3–0 | 2–2  | 3–2 | 1–2 | 1–1 | 2–3 | 0–3  | —   | 2–1 | 0–3 |
| Sevilla             | 7–2 | 1–0 | 2–1 | 1–2 | 4–1 | 2–2  | 2–2 | 6–0 | 3–0 | 2–2 | 10–0 | 1–0 | —   | 4–1 |
| València            | 7–1 | 0–1 | 1–1 | 4–2 | 6–2 | 7–3  | 2–0 | 2–1 | 5–0 | 3–1 | 5–2  | 6–0 | 8–1 | —   |

### Fase final de segona divisió
| Posició | Equip             | J  | G | E | P | GF | GC | DG  | PTS. |
| ------- | ----------------- | -- | - | - | - | -- | -- | --- | ---- |
| 1       | Betis             | 10 | 7 | 1 | 2 | 21 | 17 | 4   | 15   |
| 2       | Real Zaragoza     | 10 | 6 | 1 | 3 | 19 | 13 | 6   | 13   |
| 3       | Real Múrcia       | 10 | 6 | 0 | 1 | 17 | 11 | 6   | 12   |
| 4       | CE Sabadell       | 10 | 3 | 3 | 4 | 16 | 22 | -6  | 9    |
| 5       | Sporting de Gijón | 10 | 3 | 2 | 5 | 25 | 19 | 6   | 8    |
| 6       | UD Salamanca      | 10 | 1 | 1 | 8 | 8  | 24 | -16 | 3    |

### Promoció
| Real Oviedo | 3–1 | CE Sabadell |
| ----------- | --- | ----------- |
|             |     |             |

 (Madrid)        
| FC Barcelona | 5–1 | Real Múrcia |
| ------------ | --- | ----------- |
|              |     |             |

 (Madrid)        

### Resultats finals
- Campió: València CF.
- Descensos: Hèrcules CF i Reial Societat.
- Ascensos: Betis i Real Zaragoza.
- Màxim golejador:  Mundo (València CF).
- Porter menys golejat:  Juan Acuña (Deportivo de La Coruña).

## Màxims golejadors
| Posició | Jugador             | Equip             | Gols |
| ------- | ------------------- | ----------------- | ---- |
| 1r      | Mundo               | València CF       | 27   |
| 2n      | César Rodríguez     | Granada CF        | 23   |
| ·       | Manuel Alday        | Reial Madrid      | 23   |
| 4t      | Juan del Pino       | Celta de Vigo     | 22   |
| 5è      | Guillermo Gorostiza | València CF       | 20   |
| ·       | Paco Campos         | Atlético Aviación | 20   |
| 6è      | Basilio             | CE Castelló       | 19   |

## Porter menys golejat
| Posició | Jugador               | Equip                  | Gols | Partits | Mitjana |
| ------- | --------------------- | ---------------------- | ---- | ------- | ------- |
| 1r      | Juan Acuña            | Deportivo de La Coruña | 37   | 26      | 1,42    |
| 2n      | Albert Martorell      | RCD Espanyol           | 31   | 21      | 1,48    |
| 3r      | José María Echevarría | Athletic Club          | 41   | 26      | 1,58    |
| 4t      | Fernando Tabales      | Atlético Aviación      | 34   | 21      | 1,62    |
| 5è      | Luis Carmona          | Sevilla FC             | 39   | 21      | 1,86    |